# GPhoto
gPhoto – bezpłatna biblioteka do obsługi 
cyfrowych aparatów fotograficznych. Obecnie (listopad 2009) gPhoto2 obsługuje ponad 1100 różnych modeli aparatów cyfrowych. Jest dostępny pod licencją GNU GPL. gPhoto działa w systemach operacyjnych GNU/Linux, FreeBSD, NetBSD i innych systemach Unixowych.
Projekty w ramach gPhoto:
- libgphoto2 – biblioteka do obsługi kamer, rdzeń gPhoto
- gphoto2 – interfejs tekstowy do libgphoto2
- gtkam – oficjalny klient GUI dla gPhoto.
- gphoto 0.4.x – starsza, już nie rozwijana wersja pakietu

gPhoto obsługuje PTP (ang. Picture Transfer Protocol, protokół przesyłania zdjęć).
Liczne aparaty cyfrowe spośród nie obsługiwanych przez gPhoto, można obsługiwać za pomocą protokołu USB mass storage, w pełni obsługiwanego przez GNU/Linux. Protokół ten został opracowany z myślą o dyskach USB, więc przy takim zastosowaniu ma pewne ograniczenia.